# 孔庫傑拉河
孔庫傑拉河（羅馬化：Konkudera），又称孔库杰里河、大孔库杰里河，俄羅斯河流。其屬於馬馬河的右支流，流經伊爾庫茨克州的马马-丘亚区，河道全長153公里，流域面積約4,920平方公里，河水主要來自雨水。

## 支流
孔库杰拉河共有以下支流（按距河口的距离排列）：
- 亚克萨河（Якса，距河口22公里）
- 俄罗斯列奇卡河（Русская Речка，距河口29公里）
- 萨哈乌雷格河（Саха-Урэге，距河口42公里）
- 小孔库杰里河（Мал. Кункудери，距河口43公里）
- 亚克萨河（Якса，距河口66公里）

- 杰夫恰因河（Девчаин，距河口74公里）

- 阿穆季萨河（Амудиса，距河口81公里）

- 无名河流（距河口84公里）

- 无名河流（距河口92公里）

- 无名河流（距河口98公里）

- 无名河流（距河口103公里）

- 伊良比拉河（Илян-Бира，距河口108公里）

- 无名河流（距河口114公里）
- 无名河流（距河口118公里）
- 无名河流（距河口125公里）
- 无名河流（距河口134公里）